# 227P/Catalina-LINEAR
227P/Catalina-LINEAR è una cometa periodica che appartenente alla famiglia delle comete gioviane.

## Scoperta e storia osservativa
È stata scoperta come asteroide il 14 marzo 2004; il 14 aprile dello stesso anno ci si accorse che era una cometa e già il giorno dopo quando venne annunciata la scoperta, erano state trovate immagini di prescoperta risalenti al 28 dicembre 2003. Veniva riosservata il 21 settembre 2009 al passaggio al perielio seguente, permettendo così di essere numerata definitivamente come cometa periodica.